# Schildklierautoantistoffen
Schildklierautoantistoffen zijn antistoffen tegen de eigen schildklier. Ze kunnen schildklierziekten als hypothyreoïdie en hyperthyreoïdie veroorzaken.
Er zijn verschillende schildklierautoantistoffen bekend:
- Thyreoglobulineantistoffen (anti-TG)
- Thyreoïdperoxidase-antistoffen (anti-TPO)
- TSH-receptorantistoffen (anti-TSH-R)

Deze drie autoantistoffen zijn goede markers voor het aantonen van auto-immuunschildklierziekten.
Anti-Tg en anti-TPO zijn gecorreleerd met hypothyreoïdie, bijvoorbeeld de ziekte van Hashimoto. Ze komen minder frequent voor bij hyperthyreoïdie. Anti-TSH-R is sterk geassocieerd met hyperthyreoïdie (ziekte van Graves), maar anti-TSH-R komt ook vrij frequent voor bij hypothyreoïdie.
Deze antistoffen kunnen bepaald worden in een klinisch chemisch laboratorium.